# 曾永光
曾永光（1958年6月—），臺灣省新竹市人，中華民國外交官、政府官員。畢業於國立臺灣大學政治學系國際關係組學士、國立政治大學東亞研究所碩士。曾任駐波士頓臺北經濟文化辦事處與駐格瑞那達大使館秘書、外交部新聞文化司科長、外交部研究設計會研究發展組長與專門委員、驻新加坡台北代表处政治組長、駐泰國台北經濟文化辦事處副代表、駐溫哥華臺北經濟文化辦事處總領事銜處長、經濟部經貿談判代表辦公室副總談判代表、外交部國際合作及經濟事務司長、駐帛琉大使、駐檀香山臺北經濟文化辦事處總領事銜處長等職務。

## 職業生涯
2006年4月，對於駐韓國台北代表部控告旅韓華僑與僑校的「土地風波」事件，外交部研究設計會執行秘書曾永光在首爾表示，政府絕對不會為難華僑，願意透過溝通解決問題。
2012年2月，旅居加拿大溫哥華的前黑蝙蝠中隊飛行員、上校盧維恆病逝，4月，中華民國總統馬英九與行政院長陳冲追贈旌忠狀，由駐溫哥華辦事處長曾永光代表政府頒發給遺孀徐慧麗。
2014年4月，臺星經濟夥伴協定（ASTEP）生效，經濟部經貿談判代表辦公室副總談判代表曾永光表示，ASTEP證明台灣也是一個貿易自由化程度相當高的國家，可以吸引國際業者來台投資，對於加入區域經濟組織也具有指標性意義。
2015年7月，對於台灣僅開放不含瘦肉精的美豬進口，多次被美國點名貿易障礙，經濟部政務次長卓士昭表示，想要加入跨太平洋夥伴關係協定（TPP，即跨太平洋夥伴全面進步協定－CPTPP的前身），「雖然美豬不好吃，有騷味」，但加入TPP一定要開放美豬，可以標示產地，讓消费者自己決定。經濟部經貿談判代表辦公室副總談判代表曾永光亦指出，客觀來看，美豬的確要開放，卓士昭是把整體情勢向社會大眾說明，才是負責任的行為。10月，外交部國際合作及經濟事務司長曾永光對於台灣何時可以加入表示，政府目前政策是牛豬分離，但客觀來看TPP要求的是高標準，要求各國在貿易相關議題上要以科學為根據，坦言台灣要加入TPP，爭取美國支持是最主要關鍵，所以到時候「勢必要處理這個問題」。既然加入TPP是朝野共識，大家在爭取時要了解「天下沒有白吃的午餐」，自己也要努力與付出某些代價。
曾永光在擔任駐帛琉大使期間，見證兩國異地簽署《度假打工計畫協定》、《有關移民事務及防制人口販運合作協定》、《警政合作協定》。2017年8月，曾永光安排緊急醫療專機，將發生出血性中風的帛琉總統府副幕僚長凱索雷（Rebluud Kesolei）送往台灣進行腦部手術。
2018年12月，中華民國國父孫中山的孫女孫穗芳贈送夏威夷聖路易斯學校國父銅像，駐檀香山辦事處長曾永光出席揭幕儀式。
2019年3月，總統蔡英文在訪問邦交國後，過境夏威夷，駐美國代表高碩泰、駐檀香山辦事處長曾永光，以及美國在台協會主席莫健等人前往機場迎接。
駐檀香山辦事處長曾永光在2018年、2019年舉辦國慶酒會，夏威夷州長伊藝、州眾議院議長齊木與多位政府官員出席。

## 外部連結
- 曾永光. . 行政院經貿談判辦公室. 2014年8月15日.
- WTO及RTA中心. . 中華經濟研究院. 2015年2月26日.